# Knapphirs
Knapphirs (Dactyloctenium aegyptium) är en gräsart som först beskrevs av Carl von Linné, och fick sitt nu gällande namn av Carl Ludwig von Willdenow.
Knapphirs ingår  i släktet knapphirser och familjen gräs. Arten förekommer tillfälligt i Sverige, men reproducerar sig inte. Inga underarter finns listade i Catalogue of Life.

## Bildgalleri

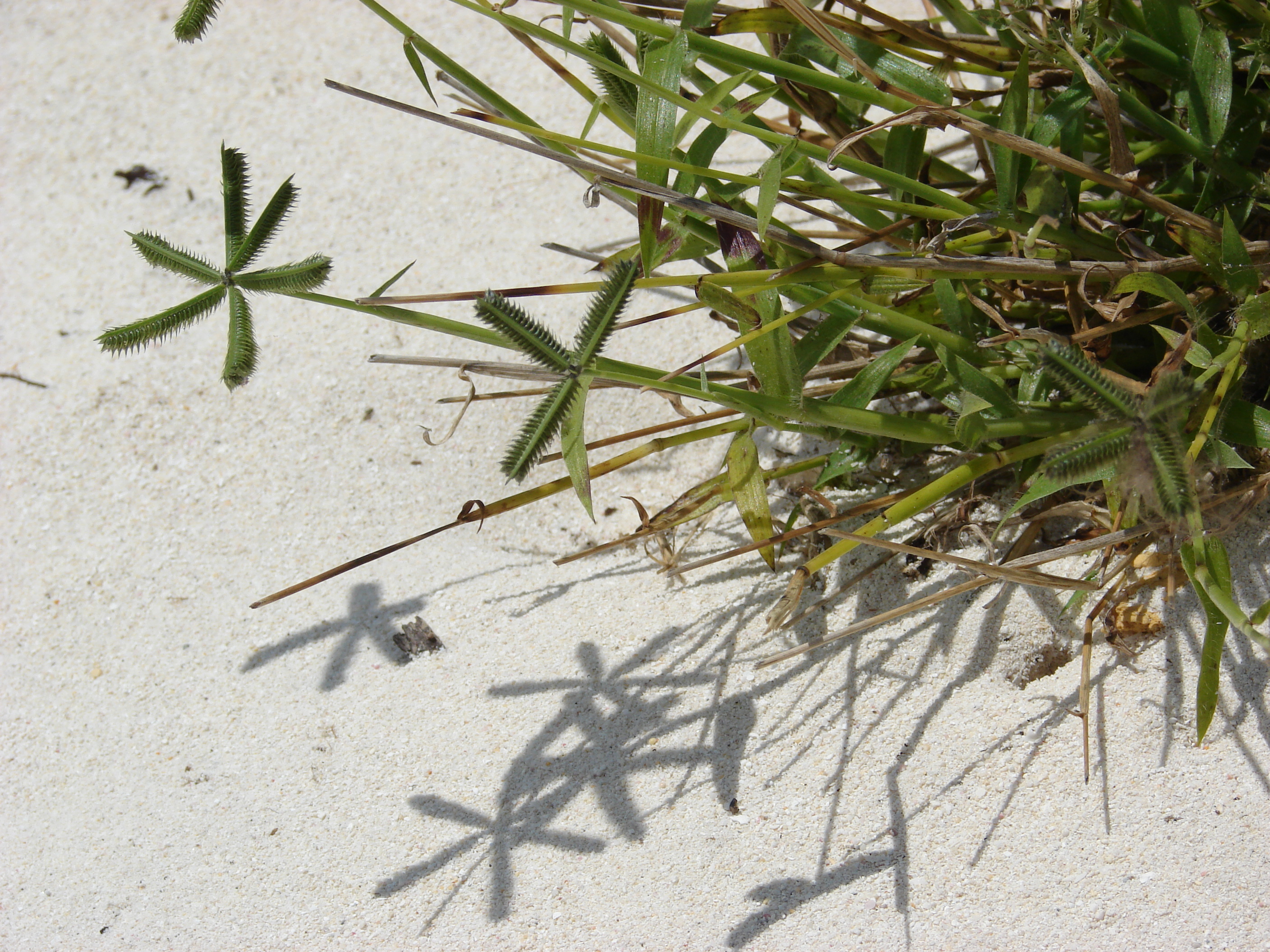
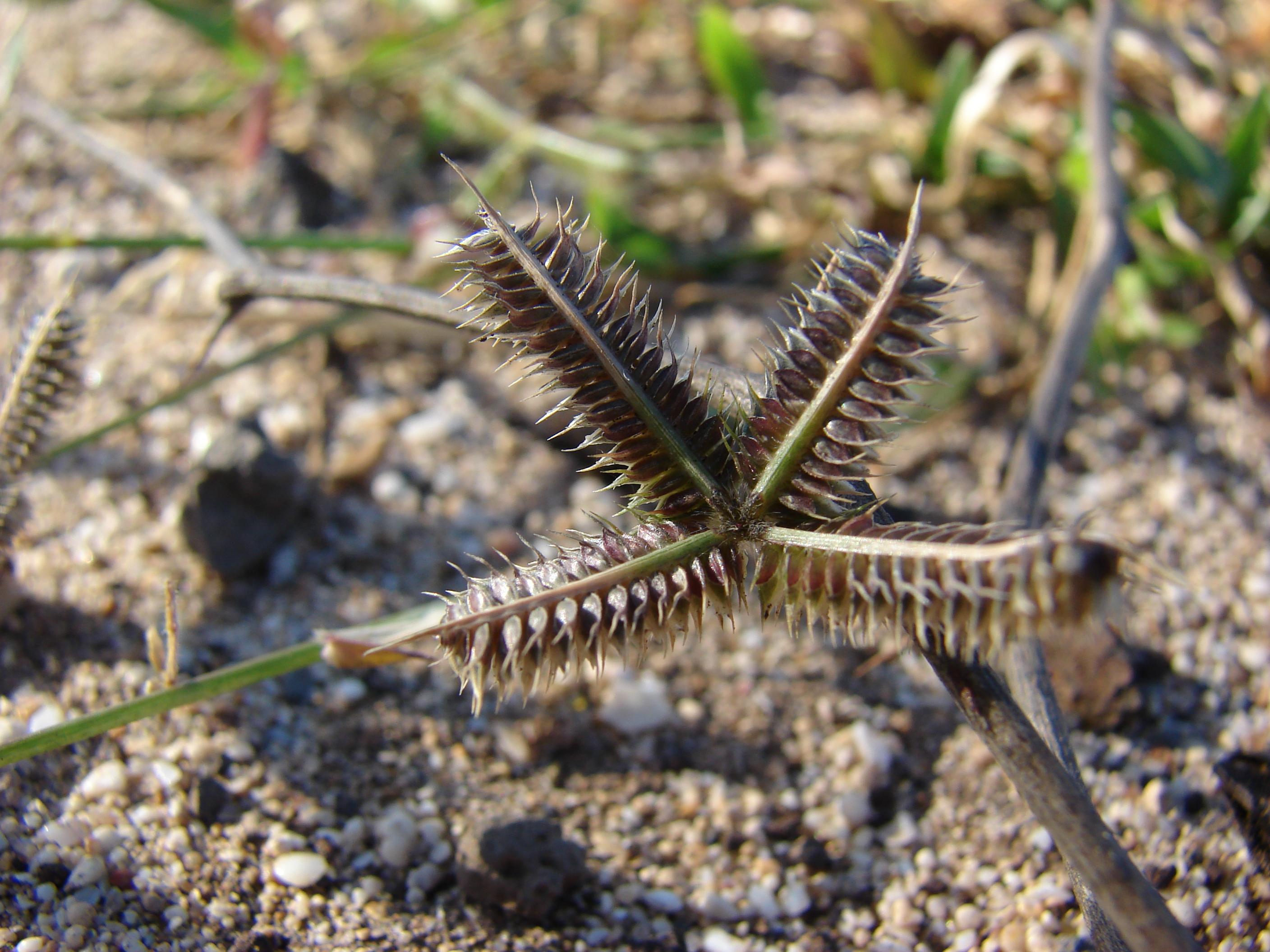
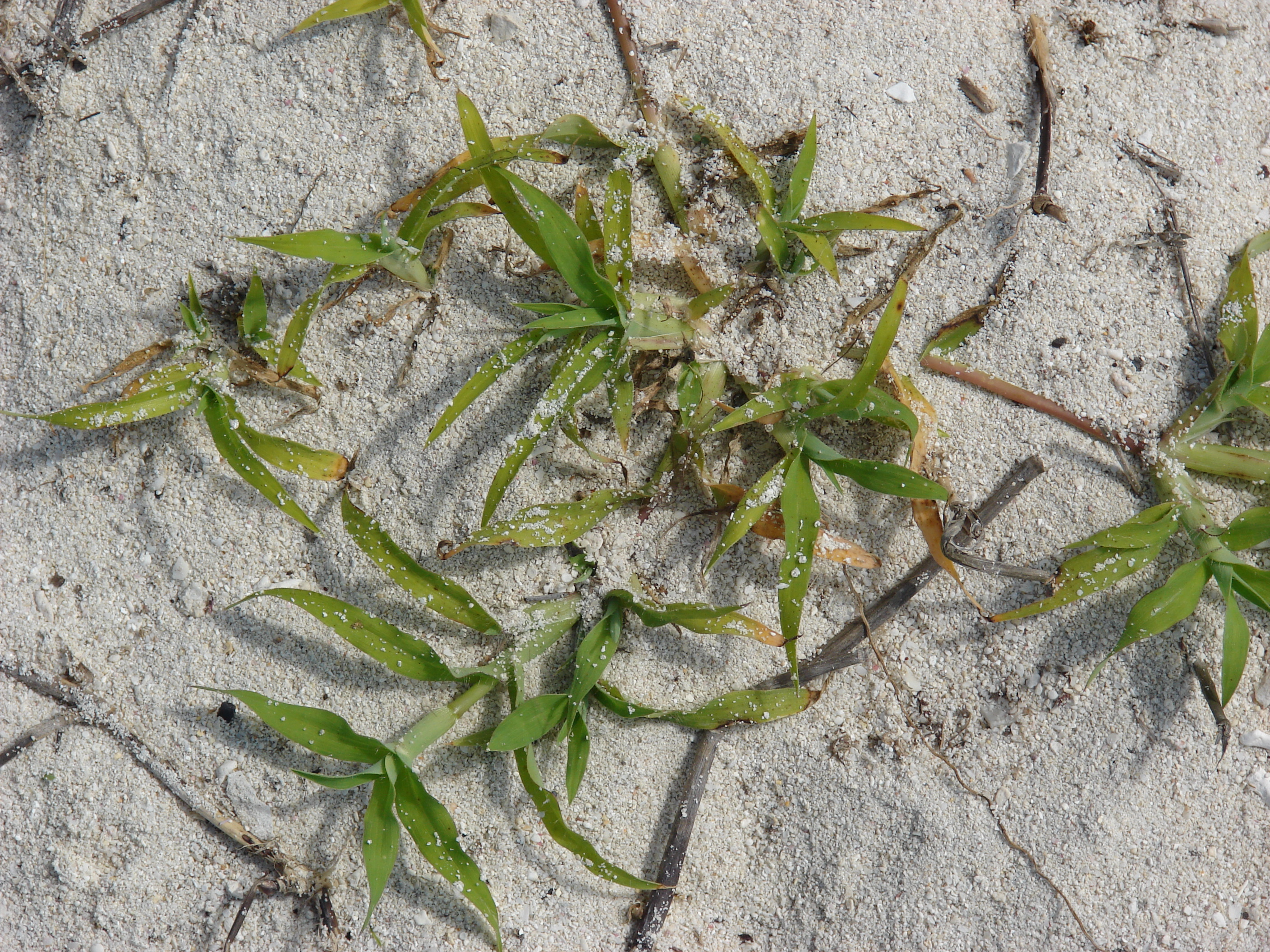
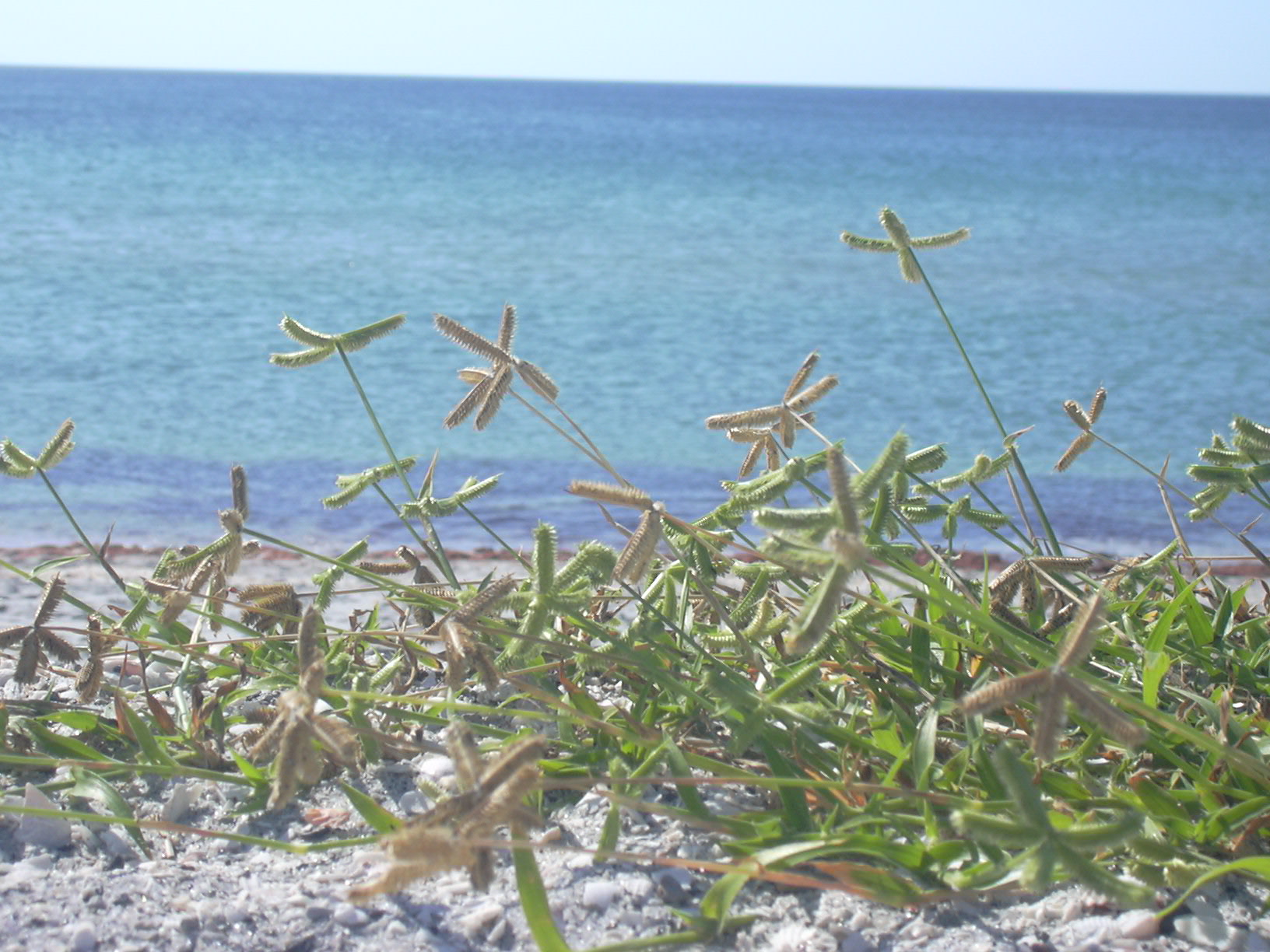
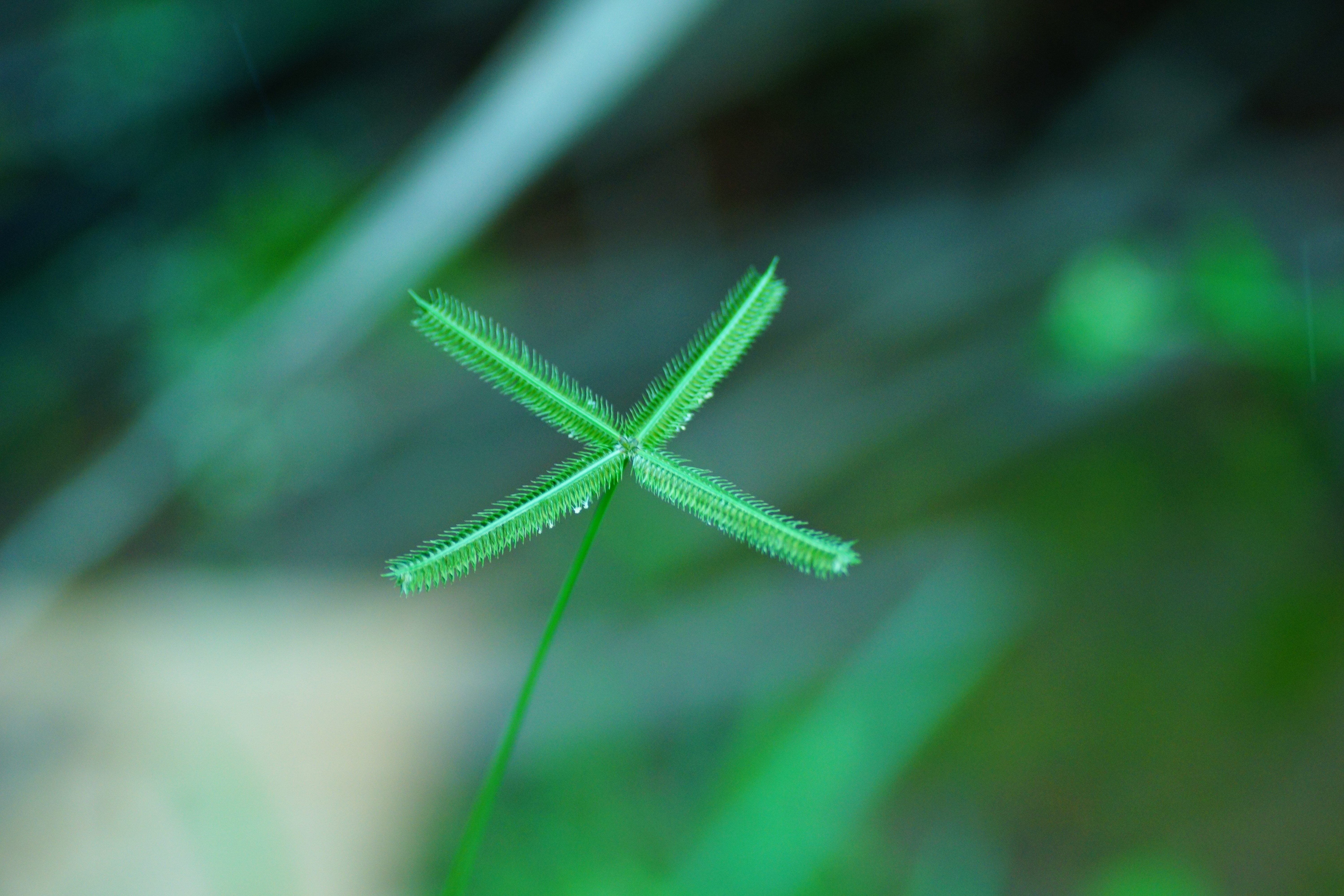
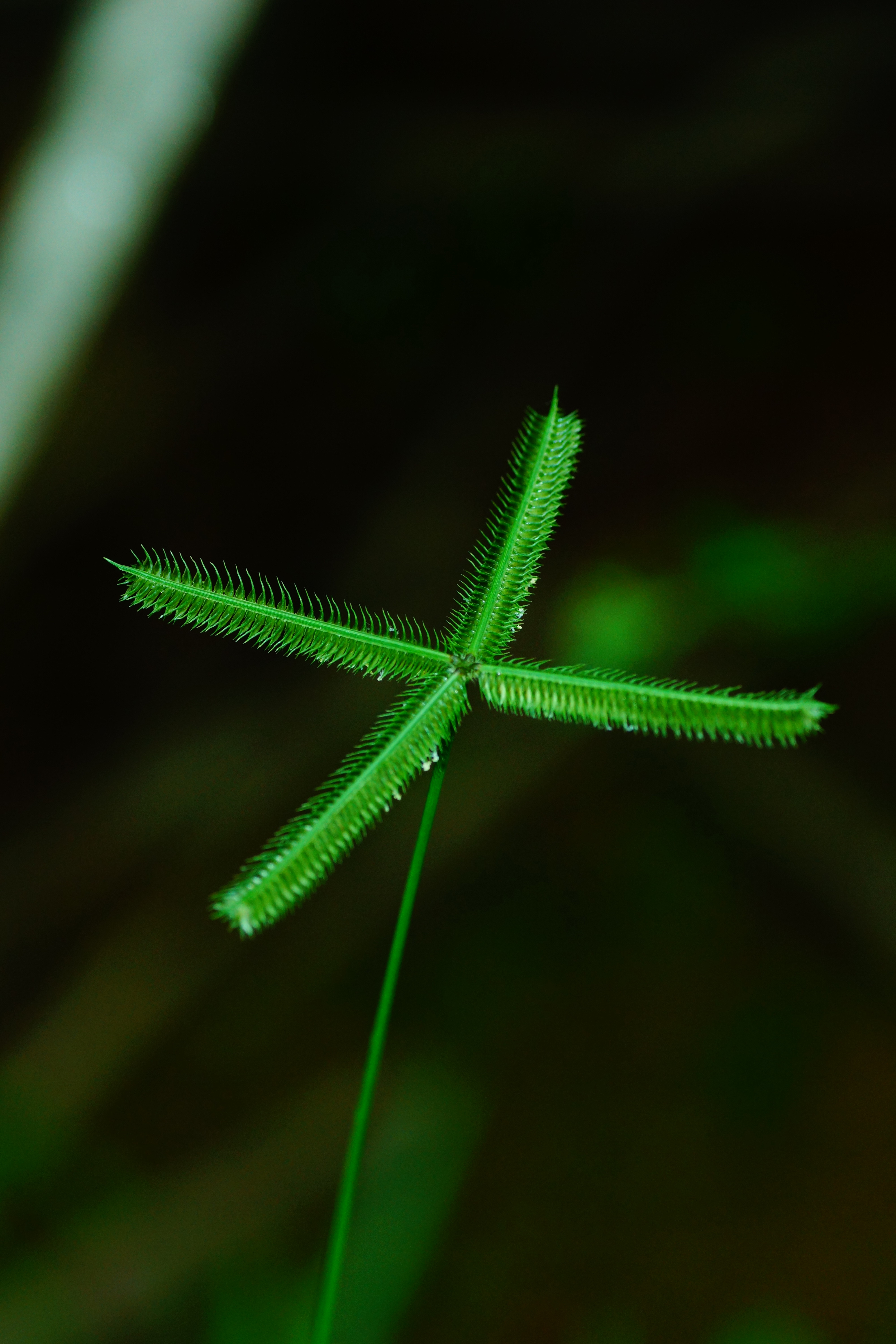